# ジャコモ・クアッリャータ
ジャコモ・クアッリャータ（Giacomo Quagliata, 2000年2月19日 - ）は、イタリア・パレルモ出身のサッカー選手。USクレモネーゼ所属。ポジションはディフェンダー。

## 経歴

### クラブ
2016年、セリエBのプロ・ヴェルチェッリの下部組織に加入し、そこで2年間を過ごした。2018年の夏にセリエDのラティーナにレンタルすると、9月2日のコッパ・イタリア1回戦のヴィス・アルテーナとの試合で先発し、トップチームにデビュー。12月2日のセリエD第15節ラディスポリとの試合では初得点を挙げた。2019年1月には同じくセリエDのバーリにレンタル移籍すると、チームはセリエD・ジローネIで優勝しセリエCに昇格した。
2019-20シーズンは新監督としてアルベルト・ジラルディーノが就任したセリエCのプロ・ヴェルチェッリに戻り、試合を積み重ねていく。シーズン開幕から半年後の2020年1月30日、アタランタに移籍したレナート・チボラの後釜を探していたエールディヴィジのヘラクレス・アルメロと、1年の期間延長オプション付きの2022年6月までの契約を締結。ヘラクレス・アルメロでプレーする初めてのイタリア人となった。
2019-20シーズンの後半戦はオランダに渡ることとなったが、新型コロナウイルス感染症の拡大によってエールディヴィジが3月の試合を最後に打ち切りになったこともあり、リザーブチームのみの出場となった。2020年9月から新シーズンが始まると、10月28日のKNVBカップ1回戦テルスター戦で82分から交代出場し新天地にデビュー、11月20日の第9節アヤックス戦で70分から交代出場しエールディヴィジにも初出場した。以降はイェフ・ハルデフェルトに代わってレギュラーに定着し、2020-21シーズンはリーグ戦25試合に出場した。翌2021-22シーズンも試合に出続け、4月3日の第28節フォルトゥナ・シッタート戦でオランダでの初得点を記録。マルコ・デ・マルキ、グラツィアーノ・ペッレ、キングスレイ・ボアテングに次いで、エールディヴィジで得点した史上4人目のイタリア人となった。
2022年7月、USクレモネーゼに移籍した。

### 代表
2021年11月5日、パオロ・ニコラート率いるU-21イタリア代表に初招集された。16日にスタディオ・ベニート・スティルペで行われた親善試合のU-21ルーマニア代表戦で先発に名を連ねアッズッリーニにデビューした。
2022年5月20日、イタリア代表を率いるロベルト・マンチーニは24日から26日にかけてコヴェルチャーノで行う若手選手のトレーニングキャンプに参加する53名を発表。クアッリャータもそのメンバーに選出された。